# Герб Джанкоя
Герб Джанкоя — офіційний символ міста Джанкой Джанкойського району Автономної Республіки Крим.

## Опис герба
Герб міста Джанкой Автономної Республіки Крим є варязьким щитом, у верхній частині якого вказана назва міста.
Нижня частина щита розділена по діагоналі на три кольорові частини: зелену, синю і червону.
Зелена верхня частина щита символізує багатство Північнокримських полів. На тлі зеленої частини зображена бджола, яка уособлює працьовитість народу, що проживає в Джанкої.
Синя середня частина щита символізує надію та благополуччя, яку дав місту Північнокримський канал – основне джерело води. На тлі синьої смуги зображено стародавній мисливський лук, що перетинається трьома пшеничними колоссями. Мисливський лук – символ кочових народів, які населяли степовий Крим у давнину, а також є символом глибокого історичного минулого міста. Колосся пшениці - уособлює багатство краю та основні види господарської діяльності (рослинництво).
Червона нижня частина щита позначає героїчну трудову та військову історію міста.